# Døden...
Døden... (traducido a español significa Muerte) es el título del segundo demo de la banda danesa de black metal y funeral doom, Nortt. Este trabajo musical fue auto-producido en 1998 con un total limitado de 150 copias.

## Canciones
1. Dødens indtræden - 02:09
2. Døden... - 11:14
3. Intethedens mørke - 11:38
4. Evig hvile - 13:21